# Station Picquigny
Station Picquigny is een spoorwegstation in de Franse gemeente Picquigny.